# Спонгоцел
Спонгоцел је унутрашња шупљина у телу сунђера опкољена телесним зидом. Вода улази у спонгоцел преко многобројних отвора, пора, у телесном зиду, а излази из њега кроз непаран отвор, оскулум. Обложен је ендодермисом у коме се налазе хоаноците. У њега доспевају непотребни продукти метаболизма који ће кроз оскулум бити избачени у спољашњу средину. У спонгоцелу се може извршити и оплођење.